# El buitre carnívoro
El buitre carnívoro es una obra de Francisco de Goya que pertenece a la serie Los desastres de la guerra. Es la estampa con el número 76. Las medidas son: 175 mm x 220 mm (huella) y 250 mm x 342 mm las dimensiones del papel. La técnica utilizada es aguafuerte, buril punta seca y bruñidor. Estampación con entrapado. El soporte sobre el que está realizada la estampa es papel avitelado ahuesado grueso, fabricado por José García Oseñalde en La Cabrera (Guadalajara).

## Descripción de la estampa e interpretación
Un águila mutilada rodeada de gente del pueblo es agredida por un hombre con una horca, al fondo se observa un grupo de soldados en retirada. Alusión evidente a la retirada del ejército francés y al final de la guerra, hacia finales de 1813.